# Тіто Ортіс
Дже́йкоб Крі́стофер Орті́с (англ. Jacob Christopher Ortiz; *23 січня 1975, Санта-Ана, Каліфорнія, США), більше відомий як Тіто Ортіс — американський спортсмен мексиканського походження, спеціаліст зі змішаних бойових мистецтв (англ. MMA). Чемпіон світу зі змішаних бойових мистецтв у напівважкій ваговій категорії за версією UFC (2000 — 2003 роки). Член Залу слави UFC.
У 2008 році написав автобіографічну книгу «Це буде боляче. Життя чемпіона зі змішаних єдиноборств» (ISBN 978-1-4169-5541-2). Дружина Тіто Ортіса — американська порнозірка Дженна Джеймсон.

## Біографія
Тіто Ортіс народився 23 січня 1975 у місті Санта-Ана, штат Каліфорнія, США, в родині з європейсько-мексиканським корінням. В юності захопився боротьбою. Навчаючись у вищій школі, двічі ставав чемпіоном штату Каліфорнія з боротьби.
Здобуваючи вищу освіту в Каліфорнійському університеті в місті Бейкерсфілд, Тіто працював охоронцем в нічних клубах і тренером з боротьби. Останнє заняття і відкрило йому дорогу в змішані бойові мистецтва: він познайомився із популярним бійцем октагону Танком Ебботтом, якому був потрібен спаринг-партнер. Ебботт допоміг Ортісу дебютувати в UFC.
Свій перший виступ, ще по турнірній схемі, Тіто провів з відносним успіхом — він виграв один бій швидким нокаутом (за 30 секунд) і програв один бій удушенням. Ортіс посилює тренування і вперто змагається, аби досягнути своєї мети і стати чемпіоном світу. За три роки він доводить світові свою майстерність, перемігши рішенням суддів бразильського чемпіона з вале тудо Вандерлея Сілву у бою за вакантний титул чемпіона у напівважкій ваговій категорії. Здобутий титул Тіто зберігатиме 3 роки (5 успішних захистів титулу, в т. ч. проти Кена Шемрока та Евана Теннера), до приходу у напівважку вагову категорію чемпіона-важковаговика Ренді Кутюра, якому Тіто здає титул.
Протягом ряду років він виступає в рейтингових боях, перемагаючи таких біців, як Кен Шемрок, Форрест Гріффін, Вітор Белфорт. Наприкінці 2006 року Ортіс робить спробу повернути собі титул, викликавши на бій діючого чемпіона, свого давнього суперника, Чака Ліделла. Ліделл відправляє Тіто у нокаут, вже вдруге за свою кар'єру, і Ортіс залишає спроби відновити своє чемпіонство.

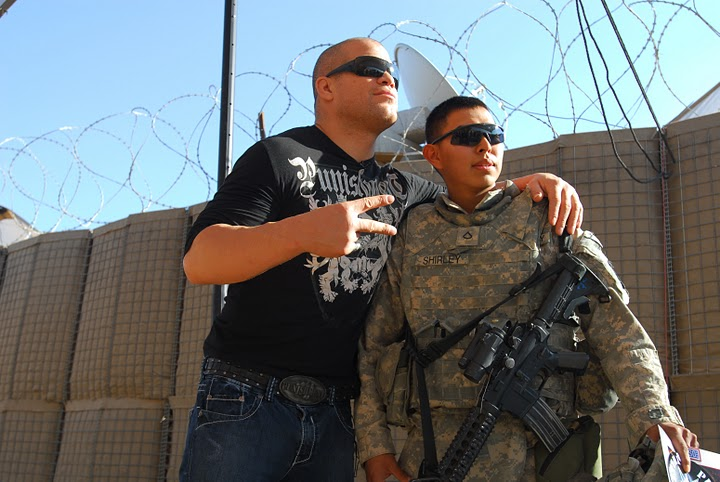
Ортіс фотографується з солдатом армії США під час відвідування військової бази «Мінден». Ірак, грудень 2009 року.

Протягом 2007—2008 років Тіто Ортіс провів лише два бої: внічию із Рашадом Евансом і програшний із Ліото Мачідою. Так само два бої Ортіс проводить протягом 2009—2010 років, виступаючи проти Форреста Гріффіна (другий бій в кар'єрах бійців) та Метта Хемілла. Обидва поєдинки колишній чемпіон програє за рішенням суддів.
У 2011 році Тіто неочікувано перервав серію невдалих виступів. У бою, який у випадку поразки став би останнім в його кар'єрі, він рішуче здолав переможця 8 сезону «Абсолютного бійця» Раяна Бейдера, відправивши того в нокдаун і застосувавши удушення «гільйотиною». Виконання задушливого прийому принесло екс-чемпіону премію «Підкорення вечора». Через тиждень після цієї перемоги Ортісу запропонували стати на заміну вибувшому бійцю в головному бою на 133 етапі UFC, проти Рашада Еванса. Зробити ще одну сенсацію у Тіто не вийшло: видовищний бій двох екс-чемпіонів завершився для Ортіса технічним нокаутом. Втім, виступ приніс бійцю премію «Бій вечора».
У 2012 році Тіто Ортіс завершив кар'єру. У прощальному бою він спірним рішенням суддів поступився екс-чемпіону Форресту Гріффіну, звівши рахунок у їхньому протистоянні до «2:1» на користь останнього. Бій був відзначений премією «Бій вечора». Напередодні бою Ортіс був включений у Зал слави UFC.
Чутки про скрутний матеріальний стан екс-чемпіона, через який він, буцімто, і продовжував кар'єру бійця, припинились після того, як Тіто потрапив у ДТП. На фотографіях з місця події було зафіксоване особисте авто Ортіса — білий Rolls Royce Phantom.
Тіто — успішний тренер. Серед здобутків тренованих ним бійців перемога у обох вагових категоріях в третьому сезоні «Абсолютного бійця» і чемпіонський титул у важкій ваговій категорії за версією UFC (Рікко Родрігес).

## Статистика в змішаних бойових мистецтвах
| Результат | Противник               | Спосіб                                           | Раунд | Час   | Дата              | Місце                          | Подія                                     | Примітки                                                 |
| --------- | ----------------------- | ------------------------------------------------ | ----- | ----- | ----------------- | ------------------------------ | ----------------------------------------- | -------------------------------------------------------- |
| Поразка   | Форрест Гріффін         | Рішення суддів (одностайне)                      | 3     | 5:00  | 7 липня 2012      | Лас-Вегас, Невада, США         | «UFC 148»                                 | Виграв премію «Бій вечора».                              |
| Поразка   | Антоніу Рожеріу Ноґейра | Технічний нокаут (удари кулаками)                | 1     | 3:15  | 10 грудня 2011    | Торонто, Онтаріо, Канада       | «UFC 140»                                 |                                                          |
| Поразка   | Рашад Еванс             | Технічний нокаут (удар коліном і удари кулаками) | 2     | 4:48  | 6 серпня 2011     | Філадельфія, Пенсільванія, США | «UFC 133»                                 | Виграв премію «Бій вечора».                              |
| Перемога  | Раян Бейдер             | Підкорення (удушення руками)                     | 1     | 1:56  | 2 липня 2011      | Лас-Вегас, Невада, США         | «UFC 132»                                 | Виграв премію «Підкорення вечора».                       |
| Поразка   | Метт Хемілл             | Рішення суддів (одностайне)                      | 3     | 5:00  | 23 жовтня 2010    | Анахайм, Каліфорнія, США       | «UFC 121»                                 |                                                          |
| Поразка   | Форрест Гріффін         | Рішення суддів (роздільне)                       | 3     | 5:00  | 21 листопада 2009 | Лас-Вегас, Невада, США         | «UFC 106»                                 |                                                          |
| Поразка   | Ліото Мачіда            | Рішення суддів (одностайне)                      | 3     | 5:00  | 24 травня 2008    | Лас-Вегас, Невада, США         | «UFC 84»                                  |                                                          |
| Нічия     | Рашад Еванс             | Рішення суддів (одностайне)                      | 3     | 5:00  | 7 липня 2007      | Сакраменто, Каліфорнія, США    | «UFC 73»                                  |                                                          |
| Поразка   | Чак Ліделл              | Технічний нокаут (удари кулаками)                | 3     | 3:59  | 30 грудня 2006    | Лас-Вегас, Невада, США         | «UFC 66»                                  | Бій за титул чемпіона у напівважкій ваговій категорії.   |
| Перемога  | Кен Шемрок              | Нокаут (удари кулаками)                          | 1     | 2:23  | 10 жовтня 2006    | Голлівуд, Флорида, США         | «Ortiz vs. Shamrock 3: The Final Chapter» | Виграв премію «Нокаут вечора».                           |
| Перемога  | Кен Шемрок              | Технічний нокаут (удари ліктями)                 | 1     | 1:18  | 8 липня 2006      | Лас-Вегас, Невада, США         | «UFC 61»                                  |                                                          |
| Перемога  | Форрест Гріффін         | Рішення суддів (роздільне)                       | 3     | 5:00  | 15 квітня 2006    | Анахайм, Каліфорнія, США       | «UFC 59»                                  |                                                          |
| Перемога  | Вітор Белфорт           | Рішення суддів (роздільне)                       | 3     | 5:00  | 6 лютого 2005     | Лас-Вегас, Невада, США         | «UFC 51»                                  |                                                          |
| Перемога  | Патрік Коте             | Рішення суддів (одностайне)                      | 3     | 5:00  | 22 жовтня 2004    | Атлантик-Сіті, Нью-Джерсі, США | «UFC 50»                                  |                                                          |
| Поразка   | Чак Ліделл              | Технічний нокаут (удари кулаками)                | 2     | 0:38  | 2 квітня 2004     | Лас-Вегас, Невада, США         | «UFC 47»                                  |                                                          |
| Поразка   | Ренді Кутюр             | Рішення суддів (одностайне)                      | 5     | 5:00  | 26 вересня 2003   | Лас-Вегас, Невада, США         | «UFC 44»                                  | Втратив титул чемпіона у напівважкій ваговій категорії.  |
| Перемога  | Кен Шемрок              | Технічний нокаут (рішення лікаря)                | 3     | 5:00  | 22 листопада 2002 | Атлантик-Сіті, Нью-Джерсі, США | «UFC 40»                                  | Захистив титул чемпіона у напівважкій ваговій категорії. |
| Перемога  | Володимир Матюшенко     | Рішення суддів (одностайне)                      | 5     | 5:00  | 28 вересня 2001   | Лас-Вегас, Невада, США         | «UFC 33»                                  | Захистив титул чемпіона у напівважкій ваговій категорії. |
| Перемога  | Елвіс Сіносик           | Технічний нокаут (розсічення)                    | 1     | 3:32  | 29 червня 2001    | Іст Резерфорд, Нью-Джерсі, США | «UFC 32»                                  | Захистив титул чемпіона у напівважкій ваговій категорії. |
| Перемога  | Еван Теннер             | Нокаут (кидок)                                   | 1     | 0:30  | 23 лютого 2001    | Атлантик-Сіті, Нью-Джерсі, США | «UFC 30»                                  | Захистив титул чемпіона у напівважкій ваговій категорії. |
| Перемога  | Юкі Кондо               | Підкорення (больовий прийом на шию)              | 1     | 1:51  | 16 грудня 2000    | Токіо, Японія                  | «UFC 29»                                  | Захистив титул чемпіона у напівважкій ваговій категорії. |
| Перемога  | Вандерлей Сілва         | Рішення суддів (одностайне)                      | 5     | 5:00  | 14 квітня 2000    | Токіо, Японія                  | «UFC 25»                                  | Виграв титул чемпіона у напівважкій ваговій категорії.   |
| Поразка   | Френк Шемрок            | Підкорення (удари кулаками)                      | 4     | 4:50  | 24 вересня 1999   | Лейк Чарльз, Луїзіана, США     | «UFC 22»                                  | Бій за титул чемпіона у напівважкій ваговій категорії.   |
| Перемога  | Гай Мезгер              | Технічний нокаут (удари руками)                  | 1     | 9:56  | 5 березня 1999    | Бей-Сент-Луїс, Міссісіпі, США  | «UFC 19»                                  |                                                          |
| Перемога  | Джеррі Болендер         | Технічний нокаут (удари руками)                  | 1     | 14:31 | 8 січня 1999      | Новий Орлеан, Луїзіана, США    | «UFC 18»                                  |                                                          |
| Перемога  | Джеремі Скрітон         | Підкорення (удари кулаками)                      | 1     | 0:16  | 8 грудня 1998     | Лос-Анджелес, Каліфорнія, США  | «West Coast NHB Championships 1»          |                                                          |
| Поразка   | Гай Мезгер              | Підкорення (удушення руками)                     | 1     | 3:00  | 30 травня 1997    | Аугуста, Джорджія, США         | «UFC 13»                                  |                                                          |
| Перемога  | Вес Олбріттон           | Технічний нокаут (удари кулаками)                | 1     | 0:31  | 30 травня 1997    | Аугуста, Джорджія, США         | «UFC 13»                                  |                                                          |